# Liste der Monuments historiques in Fouchères (Aube)
Die Liste der Monuments historiques in Fouchères führt die Monuments historiques in der französischen Gemeinde Fouchères auf.

## Liste der Immobilien
| Bezeichnung                  | Beschreibung                                                                                         | Standort                               | Kennzeichnung | Schutzstatus   | Datum     | Bild           |
| ---------------------------- | --- | -------------------------------------- | ------------- | -------------- | --------- | -------------- |
| Wegekreuz                    | Stein, 14. Jahrhundert                                                                               | Place de la Vierge (Lage)              | PA00078114    | Classé         | 1897      | weitere Bilder |
| Friedhofskreuz               | Schmiedeeisen, 17. Jahrhundert                                                                       | Rue de Noirat, auf dem Friedhof (Lage) | PA00078115    | Classé         | 1926      | weitere Bilder |
| Kirche Nativité-de-la-Vierge | ab dem 12. Jahrhundert                                                                               | Place de l’Église (Lage)               | 4.27154       | Classé         | 1840      | weitere Bilder |
| Seinebrücke                  | siebenbogige Brücke, undatiert; nach 1926 durch Betonbrücke ersetzt, Brückenköpfe teilweise erhalten | im Zuge der D 81 (Lage)                | PA00078117    | Inscrit        | 1926      | weitere Bilder |
| Château de Vaux              | aus dem 18. Jahrhundert, Architekt Germain Boffrand; mit Wirtschaftsgebäuden und Zufahrtsallee       | südöstlich des Ortes (Lage)            | PA00078113    | Classé Inscrit | 1980 2020 | weitere Bilder |

## Liste der Objekte
| Bezeichnung                                                  | Beschreibung | Standort                                   | Kennzeichnung | Schutzstatus | Datum | Bild |
| ------------------------------------------------------------ | --- | ------------------------------------------ | ------------- | ------------ | ----- | ---- |
| Hauptaltar                                                   | Altartisch, Tabernakel und Wandvertäfelung; Kalkstein, farbig gefasst, Holz, farbig gefasst und vergoldet, 18. Jahrhundert | in der Kirche Nativité-de-la-Vierge (Lage) | PM10000851    | Classé       | 1960  |      |
| Kommuniontisch                                               | Schmiedeeisen, vergoldet, 18. Jahrhundert                                                                                  | in der Kirche Nativité-de-la-Vierge (Lage) | PM10000844    | Classé       | 1913  |      |
| Gemälde Anbetung der Könige                                  | Ölfarbe auf Holz, Ende des 16. Jahrhunderts                                                                                | in der Kirche Nativité-de-la-Vierge (Lage) | PM10000850    | Classé       | 1960  |      |
| Gemälde Madonna mit schlafendem Jesuskind und Johannesknaben | Ölfarbe auf Leinwand, 17. Jahrhundert; nach Raffael                                                                        | in der Kirche Nativité-de-la-Vierge (Lage) | PM10000852    | Classé       | 1962  |      |
| Prozessionskreuz                                             | Silber, Holz, 16. Jahrhundert                                                                                              | in der Kirche Nativité-de-la-Vierge (Lage) | PM10000837    | Classé       | 1896  |      |
| Grabmal für Elion d’Amoncourt                                | Kalkstein, bemalt, Marmor, bezeichnet 1587                                                                                 | in der Kirche Nativité-de-la-Vierge (Lage) | PM10000836    | Classé       | 1840  |      |
| Weihwasserbecken                                             | Bronze, 16. Jahrhundert | in der Kirche Nativité-de-la-Vierge (Lage) | PM10000839    | Classé       | 1913  |      |
| Kirchenfenster Entschlafung Mariens                          | vom Ende des 16. Jahrhunderts                                                                                              | in der Kirche Nativité-de-la-Vierge (Lage) | PM10000842    | Classé       | 1913  |      |
| Skulptur Johannes der Täufer                                 | Kalkstein, farbig gefasst, 16. Jahrhundert                                                                                 | in der Kirche Nativité-de-la-Vierge (Lage) | PM10000848    | Classé       | 1960  |      |
| Votivgabe Handfesseln und Rüstungsteil                       | Schmiedeeisen, 15. oder 16. Jahrhundert                                                                                    | in der Kirche Nativité-de-la-Vierge (Lage) | PM10000838    | Classé       | 1913  |      |
| Kruzifix                                                     | Holz, farbig gefasst, 16. Jahrhundert                                                                                      | in der Kirche Nativité-de-la-Vierge (Lage) | PM10000840    | Classé       | 1913  |      |
| Skulptur Heiliger Rochus                                     | Kalkstein, farbig gefasst, 16. Jahrhundert                                                                                 | in der Kirche Nativité-de-la-Vierge (Lage) | PM10000841    | Classé       | 1913  |      |
| Grabstein für René d’Amoncourt                               | Kalkstein, bezeichnet 1605                                                                                                 | in der Kirche Nativité-de-la-Vierge (Lage) | PM10000843    | Classé       | 1913  |      |
| Skulptur Heiliger Nikolaus                                   | Kalkstein, farbig gefasst, 17. Jahrhundert                                                                                 | in der Kirche Nativité-de-la-Vierge (Lage) | PM10000847    | Classé       | 1960  |      |
| Skulptur Petrus                                              | Kalkstein, farbig gefasst, 16. Jahrhundert                                                                                 | in der Kirche Nativité-de-la-Vierge (Lage) | PM10000845    | Classé       | 1960  |      |
| Skulptur Madonna mit Kind                                    | Kalkstein, farbig gefasst und vergoldet, 17. Jahrhundert                                                                   | in der Kirche Nativité-de-la-Vierge (Lage) | PM10000846    | Classé       | 1960  |      |
| Skulptur eines heiligen Bischofs mit Buch                    | Kalkstein, farbig gefasst, Ende des 16. Jahrhunderts                                                                       | in der Kirche Nativité-de-la-Vierge (Lage) | PM10000849    | Classé       | 1960  |      |